# Aleksandăr Tomov
Aleksandăr Tomov (n. 3 aprilie 1949, Sklave, Sandanski, Blagoevgrad, Bulgaria) este un luptător bulgar, medaliat olimpic. A participat la 3 ediții ale Jocurilor Olimpice (1972, 1976, 1980) în care a câștigat 3 medalii de argint.